# عبدالمحمد بابا احمدی میلانی
عبدالمحمد بابا احمدی میلانی (زادهٔ ۱۳۳۷ در لردگان) نمایندهٔ حوزهٔ انتخابیهٔ لردگان در دورهٔ هشتم مجلس شورای اسلامی بوده‌است.